# Марк Сервилий Нониан
Марк Серви́лий Нониа́н (лат. Marcus Servilius Nonianus; умер в 59 году) — государственный деятель Римской империи, ординарный консул 35 года. Историк, отличался блестящим красноречием и безупречным образом жизни.

## Биография
Марк Сервилий происходил из знатного плебейского рода; сын Марка Сервилия (Нониана), ординарного консула в 3 году, и Нонии. Был сторонником императорской власти, поддерживал императоров Тиберия, Калигулу, Клавдия и Нерона. Благодаря этому в 35 году стал ординарным консулом вместе с Гаем Цестием Галлом. В дальнейшем не играл заметной роли в Империи.

## Творчество
В основном занимался исторической наукой. Известно лишь о единственном историческом труде Нониана, который он начал с 14 года (то есть со времени воцарения императора Тиберия). От Истории Нониана ничего не сохранилось. Впрочем, в значительной мере этот труд использовал историк Тацит.

## Семья
Жена — Консидия, 
Дети — Сервилия Консидия.